# نهاية رجل شجاع (مسلسل)
نهاية رجل شجاع مسلسل سوري، يُعدُّ من أفضل الأعمال التلفزيونية العربية، قصة الروائي السوري حنا مينه. قامت شركة الشام الدولية للإنتاج السينمائي والتلفزيوني بإنتاجه عام 1994 وكتب سيناريو المسلسل السيناريست حسن م . يوسف، وأخرجه نجدة إسماعيل أنزور.

## القصة
تبدأ الرواية بالتّحدي الذي قام به البطل، مفيد الوحش، ألا وهو قطع ذنب الحمار. وبهذه الفعلة أراد مفيد أن يغضب والده وأستاذه فإن قطع ذنب الحمار لم يكن في الواقع سوى نوع من الرفض والتحدّي من قبل الفتى مفيد؛ فقام والده ردًا على ذلك بربطه بالحبال ثم انهال عليه ضربًا وعمل له «فلقة» أمام رجال الضيعة ونسائها وصغارها. فقد كان والده رجلًا قاسيا، يقوم بضربه دائمًا بالحزام وعندما يتعب كان يرتاح ثم يعاود ضربه.
كانت أم مفيد إنسانة حنون تدافع عن ابنها وتواسيه وتعتني به وتحاول ملاطفته دائمًا ونصحه بتغيير سلوكه الطائش ولكنها بالمقابل كانت تتلقّى الضربات والشتائم من زوجها.
مفيد الوحش، المراهق الشقي لم يجد من يعرف أن يتعامل معه معاملة سليمة فلم يكتشف أحد من حوله وينمّي الخصال الطيبة التي امتاز بها مفيد.
المجتمع الذي عاش في وسطه ابتداءً من الأب القاسي في البيت إلى المعلم الجاهل والمغرور في المدرسة إلى المختار الذي عاقبه من أجل قطع ذيل حمار عبود... كل هؤلاء كانوا سببًا بضياع مفيد ونهايته المبكرة.
على أثر هذه المعاملة، لم يتحمّل مفيد البقاء حتى ولو لدقيقة واحدة في الضيعة فقام بالهرب وقرّر عدم العودة أبدًا إلى هذا الضيعة التي سبّبت له الألم واضطهدته.
كان مفيد يملك جسدًا عملاقًا خُلق للشجار والعراك وحمل الأثقال، ولكن عقله كان فارغاً. عندما هرب من البيت تشرّد بين الطبيعة والمزارع ونصحه قريب أمه إبراهيم الشنكل بنسيان الماضي وترك الشقاوة والبدء بداية جديدة في مكان لا يعرفه أحد ولذا ذهب مفيد إلى المدينة.
في المدينة التقى مفيد بصديقه عبدوش وهو أيضًا فتى مشاغب هرب من قريته وأصبح يعمل خبازًا وساعد مفيد كثيرًا على الاستقرار وتدبّر له عملًا معه، حتى جاء يوم وتعاركا مع العدو الفرنسي في أحد المقاهي وعلى أثرها تم رميهما في السجن مدة سنتين وكان حينها مفيد ابن 18 عاماً.
علّم السجن مفيد معنى أن يكون رجلًا مستقيمًا، حيث نفعته صحبة السجناء الثوار والسياسيون أمثال عبد الجليل والأستاذ ماهر. وفي السجن تعلم القراءة بسلاسة من خلال قراءته للجرائد ومع ذلك ظل رجلًا ذا نزعة همجية .من الجدير بالذكر أن السجن علّمه ما لم يعلّمه إياه البيت والمدرسة.
خرج مفيد من السجن وذهب للعمل في البحر مع بكري الغطاس يصطاد الأسماك الكبيرة والصغيرة ويدافع عن مراكب الصيادين ثم توجه للعمل في الميناء.
الميناء هو عبارة عن تجسيد للعالم السّفلي وعالم الجريمة. فيه حدثت أحداث كثيرة، مغامرات وتحدّيات مع العجوز والمعلم رضا وجماعة حليش والزقلوط . مفيد تحول من نكرة إلى وحش يُحسب له ألف حساب.
قام مفيد الوحش بالزواج من لبيبة المرأة الذكيّة التي استطاعت أن تجعل شخصًا مثل مفيد الذي من الصعب جعل قلبه ينبض، أن يحبّها ويعشقها بجنون. ونحن نعرف كم كانت المرأة مسحوقة ومقهورة في مجتمع ذكوري لكن لبيبة قاومت، أحبّت، عملت في بيتها وخارجه حالمة بغدٍ أفضل.
في الميناء ولأن مفيد كان مغرورًا ويمتلك نرجسية عالية؛ انقلب عليه رجال المرفأ ليودعوه السجن مدة خمس سنوات.
في السجن يكتشف مفيد الوحش أنه مصاب بمرض السكري، ولقلة العناية والاهتمام تم بتر ساقيه.
بعد بتر ساقيه، يشعر مفيد أنه أصبح ضعيفًا ولم يعد وحشًا كما كان ممّا يجعله يستسلم ويفقد الأمل بالحياة، لكن زوجته لبيبه المحبة وقفت إلى جانبه بصبر وثبات وشجّعته وعملت بكدّ لتُؤمّن لزوجها ما يحتاجه من علاج، فقد أرادته أن ينسى الماضي بما فيه من شوائب ليعيشا حياة بسيطة بسلام.
ثم يظهر في حياته إبراهيم الشنكل من جديد ويساعده على الخروج من حاله اليأس الذي غرق فيها إلى حب الحياة من خلال مساعدته في تدبرعمل كبائع للدخان وللبضائع الممنوعة والمهرّبة. بعدها أصبح مفيد يحلم بامتلاك ساقين اصطناعيتين وأصبح يتخيل المشي في الشوارع والنزول إلى البحر لكنه وقع ضحية مشاكله القديمة في الميناء حيث ظهر له عدوه المعلم بطحيش من حيث لا يحتسب ووجه أنظار الشرطة إليه وبعث له الرقيب رزيق ليقطع رزقه ويُبخّر أحلامه. فيقوم مفيد بعدها بالتّحدّي الأخير له فيقف في وجه الزلغوط عندما أراد ان ينتهك حرمة بيته والتفتيش داخله ليقوم مفيد بعد بالإمساك به والسقوط من اعلى الجرف والموت مع الزلغوط. وبهذا الحدث تنتهي الرواية...
مفيد الوحش كما صوّره لنا حنا مينة ما هو إلّا إنسان بسيط على الفطرة، فيه بذور الخير والشر وكلتاهما يبحثان عمّن ينمّيهما في نفسه. مفيد شجاع وعنيد في نفس الوقت، إذا أصرّ على رأي لا يستطيع أحد أن يغيّره، وإن أراد فعل شيء فلا شيء يثنيه عن فعله ولا يسمح لأحد أن يكون حائلًا بينه وبين تحقيق هدفه. تكمن مشكلة مفيد أنّه آمن أنّه بالعمل الفردي يستطيع التغلّب على كل شيء، لكن الرواية ترمي إلى بيان عاقبة العمل الفردي الذي يودي بصاحبه إلى طريق مسدود وإلى تأكيد أهميّة العمل الجماعي والانتماء.

## نجوم المسلسل
- منى واصف - أم مفيد الوحش
- أيمن زيدان - مفيد الوحش[3]
- فارس الحلو في دور عبدوش الداشر (مرشد مفيد الوحش)
- سوزان نجم الدين في دور لبيبة الشقرق (عاملة تبغ)
- أمل عرفة في دور بهيرة
- عارف الطويل - في دور أحمد (صديق مفيد)
- أيمن رضا - في دور حليش (أحد عمال المينا)
- أندريه سكاف - في دور الزلؤط (أحد رجال المينا المتنفذين)
- سعد مينه - في دور مفيد الوحش في مراهقته
- رياض وردياني - في دور حسن (أحد عمال المينا) و (صديق مفيد)
- خالد تاجا دور إبراهيم المغضوب والد مفيد.
- عدنان بركات
- بسام لطفي دور إبراهيم الشنكل خال مفيد
- عصام عبه جي دور الحاج مبروك صاحب الفرن.
- جهاد الزغبي - في دور الاستاذ ماهر
- رامز عطا الله
- رياض شحرور

## ممثلون ضيوف
- هاني الروماني
- منى واصف في دور والدة مفيد
- عبد الرحمن آل رشي في دور ختيار الميناء
- خالد تاجا في دور والد مفيد
- وعدد من رواد الدراما السورية

## عمل مفصلي
اعتبر هذا العمل مفصلياً في تاريخ الإنتاج التلفزيون العربي فهو من أوائل الأعمال التي يتم تصويرها باستخدام الكاميرا الواحدة أي بأسلوب الإخراج السينمائي، مثل مسلسل دائرة النار للمخرج هيثم حقي، وكان مسلسل نهاية رجل شجاع قفزة وتحول كبير في نوعية الأعمال التلفزيونية السورية والعربية وأبدع المخرج نجدة إسماعيل أنزور بشكل كبير في هذا العمل، وقد لقى المسلسل صدى واسع في العالم العربي.

## شارة المسلسل
يا روح لا تحزني ويا قلب ضلك هني
زوار جينا عالدني والعمر بحر و نهار
زوار جينا عالديني يا هالفقير وهالغني
راس الشجاع ما بينحني لو صار مهما صار
الذل طعمو مر ما يطيقه الحر
والحب هوي السر
والعمر تذكار
يلي غارق بالأوهام فِزْ اطلع لادام
عزك فيك وذلّك فيك هالعمر كلو منام